# Deep focus
El deep focus o profunditat de focus és una tècnica cinematogràfica que mostra una posada en escena amb una gran profunditat de camp. És a dir, un pla amb deep focus normalment mostra enfocats des d'allò que es troba en primer pla i fins allò que es troba al fons.
Per aconseguir aquest efecte, generalment, s'utilitzen objectius gran angulars amb obertures molt petites per tal de mostrar enfocats diversos plans. L'obertura és allò que determina quanta llum entra per la lent. Com més petita és aquesta obertura menys llum hi entrarà i, conseqüentment, s'obtindrà una profunditat de camp major.

## Origen
Encara que alguns crítics han nomenat al cineasta Jean Renoir com el primer a utilitzar aquest tipus d'enfocament, tradicionalment és Orson Welles qui ha estat acreditat com el primer a utilitzar l'efecte a la pel·lícula Ciutadà Kane (1941).
Atès que l'enfocament profund requereix una diafragma petit, també requereix l'existència de pel·lícules ràpides. Aquestes no van estar disponibles fins a finals de la dècada del 1930. Renoir va crear la il·lusió d'un enfocament profund a través de la creació de profunditat de l'espai a través de l'escenificació en profunditat i ajustant el focus d'acord amb el que era d'interès principal. Aquesta escenificació en profunditat, però, es remunta als anys de la dècada del 1910. Es tracta d'un sistema pel qual la il·lusió de profunditat del camp és creada a través dels personatges que es mouen des del fons fins al primer pla.
Tot i això, hi ha teòrics com David Bordwell els quals afirmen que ni Renoir ni Welles van ser els primers a assolir el deep focus. Bordwell, al seu llibre Narration in the Fiction Film (1985), mostra exemples en pel·lícules anteriors en les quals el deep focus es fa evident. A part, Bordwell apunta que el director de fotografia nord-americà Gregg Toland (qui va gravar Ciutadà Kane) ja havia utilitzat aquesta tècnica a Dead End (1937). Més enllà, Toland ja havia experimentat amb el deep focus en durant el cinema mut, l'exemple més primerenc és The Bat (1926).

## Mètodes

### Càmera
Hi ha un seguit de característiques que influiran a aconseguir l'anomenat deep focus.
Generalment, per aconseguir l'efecte es tendeixen a utilitzar objectius angulars, ja que la profunditat de camp que creen aquests no és tan pronunciat com el que es pot obtenir amb un teleobjectiu. Seguidament, és necessari fer ús de diafragmes tancats (f/16 o f/22, per exemple), ja que com més tancada està aquesta obertura, més profunditat de camp.
A conseqüència d'això, el flux de llum que entra per l'objectiu serà menor i, per tant, serà necessari tenir a disposició molta llum o bé augmentar la sensibilitat de la pel·lícula davant la llum (ISO).

### Split focus diopter
El split focus diopter és una peça de vidre convex que només cobreix la meitat de la lent, aconseguint així que la meitat que cobreixi pugui enfocar un altre pla. Això vol dir que un objecte en segon pla estarà enfocat i un objecte en primer pla situat al capdavant del filtre també ho estarà. Això, per tant, crea una sensació de deep focus.
A conseqüència d'això, l'àrea que es troba entre ambdós plans quedarà borrosa o distorsionada. Tot i això, es poden utilitzar columnes, parets o altres objectes per ocultar de forma creativa aquesta línia "desenfocada".

### Composició
Aquest mètode s'aconsegueix mitjançant la postproducció. En comptes de gravar-ho tot en una sola seqüència, es fan més, però sempre de forma idèntica. A cada una d'aquestes gravacions el pla d'enfocament està en un lloc diferent.
Després, a postproducció, se superposen les diverses gravacions per tal de crear una composició única, aconseguint d'aquesta manera l'anomenat deep focus.

## Relació entre deep focusi profunditat de camp
Els termes de deep focus i profunditat no són intercanviables. Tot i això estan profundament relacionats perquè la tècnica de deep focus depèn d'una gran profunditat de camp. La profunditat del camp és una pràctica cinematogràfica, mentre que el deep focus és tant una tècnica com un estil de cinematogràfic el qual té implicacions teòriques i ideològiques. La profunditat del camp fa referència a la distància focal que pot proporcionar qualsevol lent. Una profunditat de camp major s'aconsegueix mitjançant objectius gran angulars i són aquests tipus de lents que permeten aconseguir el deep focus.

## Avantatges deldeep focus
André Bazin vincula aquesta tècnica amb la posada en escena i, segons ell, ajuda a aconseguir un cert realisme. Segons Bazin hi ha tres avantatges:
1. Posa en contacte l'espectador i les imatges.
2. És intel·lectualment més desafiant que un muntatge que manipula els espectadors per fer-los veure el que el cineasta vol. Per tant, el deep focus posa en mans de l'espectador de veure el que ell vulgui.
3. Permet l'ambiguïtat essencial per a les obres d'art.